# Canto general (álbum)
Canto general es un álbum en directo interpretado por una orquesta dirigida por el griego Mikis Theodorakis, lanzado en 1980 bajo el sello discográfico alemán AMIGA, y grabado el mismo año en el contexto de la décima versión del Festival de la canción política (en alemán: Festival des politischen Liedes) organizado por la Juventud Libre Alemana (FDJ) en el este de Berlín, en la época de la República Democrática Alemana. Las voces, en castellano, se deben a María Farantoúri y Petros Pandis.
El disco está basado en el poemario Canto General del chileno Pablo Neruda.

## Lista de canciones
Todas las letras escritas por Pablo Neruda, toda la música compuesta por Mikis Theodorakis. 
| Canto general |                       |          |  |
| N.º           | Título                | Duración |  |
| 1.            | «Amor América» (1400) | 1:38     |  |
| 2.            | «Algunas bestias»     | 11:11    |  |
| 3.            | «Voy a vivir» (1949)  | 5:33     |  |
| 4.            | «Los libertadores»    | 16:30    |  |
| 5.            | «Vienen los pájaros»  | 10:31    |  |
| 6.            | «La United Fruit Co.» | 7:44     |  |
| 7.            | «Vegetaciones»        | 7:12     |  |
| 8.            | «América insurrecta»  | 10:02    |  |
| 70:21         |                       |          |  |